# Brigitte Mürner-Gilli

Brigitte Mürner-Gilli (1991)

Brigitte Mürner-Gilli (* 1. Juni 1944 in Luzern, heimatberechtigt in Meggen) ist eine Schweizer Politikerin (CVP). Sie war die erste Regierungsrätin des Kantons Luzern.

## Leben
Als Tochter des Malermeisters Josef Gilli und der kaufmännischen Angestellten Helene geborene Hoesly besuchte Brigitte Gilli in Reussbühl 1951–1957 die Primarschule und 1957–1960 die Sekundarschule. Am privaten Lehrerinnenseminar Kloster Baldegg liess sie sich 1960–1965 zur Primarlehrerin ausbilden, da es zu diesem Zeitpunkt im Kanton Luzern kein öffentliches Lehrerseminar gab, das Frauen offenstand. 1968 heiratete sie Rolf Mürner, mit dem sie drei Kinder hatte. Bis zur Geburt ihres ersten Kindes 1969 arbeitete sie als Primarlehrerin in Reiden und Reussbühl, danach übernahm sie regelmässig Stellvertretungen an Schulen. 1971–1974 absolvierte Mürner-Gilli eine berufsbegleitende Ausbildung an der Akademie für Schul- und Kirchenmusik Luzern. 1973 wurde sie zur Leiterin der neu geschaffenen Musikschule in Littau ernannt.

## Politik
1971 lehnte Brigitte Mürner-Gilli eine Anfrage ab, für den Einwohnerrat der Gemeinde Littau zu kandidieren. Auf der Liste der Christlichdemokratischen Volkspartei (CVP) gelang ihr 1975 die Wahl in den Grossen Rat des Kantons Luzern, dem sie bis 1987 angehörte und den sie 1986 präsidierte. Als erste Frau zog sie 1987 in den Luzerner Regierungsrat ein, in dem sie bis zu ihrem Rücktritt 1999 die Bildungsdirektion führte. Während dieser Zeit setzte sie sich für eine ganzheitliche Bildung und für bildungsspezifische Frauenanliegen auf Stufe Volksschule ein. Auf Gymnasialstufe veranlasste sie unter anderem die Gründung einer Maturitätsschule für Erwachsene, die insbesondere von Frauen besucht wurde. In ihre Amtszeit fielen der Zusammenschluss von privaten und kantonalen Bildungsinstitutionen zur Fachhochschule Zentralschweiz in Luzern sowie die Planungsarbeiten für die Universität Luzern, deren Gründung 2000 in einer Abstimmung gutgeheissen wurde.

## Weitere Aktivitäten
Während und nach ihrer politischen Tätigkeit engagierte sich Brigitte Mürner-Gilli ehrenamtlich, beispielsweise 1999–2006 als Präsidentin der Musikhochschule Luzern, 1999–2004 als Stiftungsrätin beim Bürozentrum für Behinderte (heute Stiftung Contenti), 1999–2004 als Präsidentin des schweizerischen Vereins Jugend und Musik sowie im Netzwerk Frauen Luzern. 1999–2014 nahm sie im Verwaltungsrat des Lehrmittelverlags Klett und Balmer Einsitz.